# Throwdown
Throwdown er et amerikansk band fra Orange County, Californien, som blev dannet i 1997. De har turneret som en del af Ozzfest, Sounds of the Underground og Warped Tour, samt med bands som In Flames, Lamb of God, As I Lay Dying, Killswitch Engage, Korn og Cavalera Sangene "Forever" og "Burn" er blevet hæfteklammer på MTV2's Headbanger's Ball og Revolver Magazine kaldte dem til en del af "The Future of Metal" efter at have hørt albummet Vendetta. Oprindeligt brandede et hardcore band, deres seneste album Venom and Tears og Deathless